# LeChuck
LeChuck è un capitano pirata non-morto presente in tutta la saga di videogiochi di Monkey Island. LeChuck è il principale nemico di Guybrush Threepwood, il protagonista; entrambi sono innamorati di Elaine Marley, governatore dell'arcipelago in cui si svolge la saga. E proprio per eliminare il rivale e conquistare la ragazza, il malefico pirata (dall'inconfondibile barba nera, che in alcuni episodi come Monkey Island 2: LeChuck's Revenge vive di vita propria) escogita trappole e ostacoli vari che costituiscono il succo del videogioco.
Il nome fu ideato come parte di uno scherzo voluto dalla dirigenza della LucasArts, secondo cui il nome Chuck doveva essere ricorrente nei videogiochi dell'azienda, ad esempio in Maniac Mansion è presente Chuck the Plant.

## Caratteristiche
LeChuck impersona il classico stereotipo del pirata malvagio in stile Edward Teach, a partire dall'abbigliamento, costituito da un lungo giaccone rosso, un cappellaccio e la già citata barba nera. LeChuck è l'unico pirata che sia mai riuscito a trovare Big Whoop, grazie al quale ha ottenuto l'immortalità.
Insieme alla sua ciurma di pirati, tra i quali ci sono lo scheletro Bob e Largo LaGrande (che ha un ruolo importante nel secondo videogame), viaggia su una nave fantasma dai colori tetri e le vele strappate, mentre il suo covo si trova nelle profondità a tinte sulfuree di Monkey Island, sotto il tempio della grande testa di scimmia.

## Avvenimenti iniziali
Si sa che quando era ancora vivo sbarcò su Blood Island, e la ragazza più bella dell'isola Minnie Goodsoup s'innamorò di lui. Durante le prove del matrimonio tolse il diamante dall'anello e disse che voleva portarlo fuori a prendere un po' d'aria. Subito dopo lo vendette ai contrabbandieri di Skull Island spezzando il cuore della sua futura moglie.
In seguito, LeChuck si innamora del governatore di Melee Island Elaine Marley, la quale lo rifiuta a causa dei suoi modi rozzi ed incivili. Per poterla impressionare, LeChuck parte alla volta di Monkey Island, ma la sua nave viene distrutta da una terribile tempesta.

## Il pirata fantasma LeChuck
Dopo aver trovato Big Whoop, LeChuck diventa un fantasma.
Come pirata fantasma va ad uccidere tre dei quattro possessori della mappa di Big Whoop: Rapp Scallion il cuoco, Giovane Lindy il mozzo e Rum Roger il nostromo. Per uccidere Scallion, provoca un incendio nella cucina su Scabb Island in cui il cuoco lavora. Per quanto riguarda Rum Rogers, gli butta un tostapane acceso nella vasca da bagno nella sua villa su Phatt Island. Infine, fa in modo che la società di Lindy su Booty Island fallisca, portandolo sul lastrico e inducendolo al suicidio. Anche il capitano Horatio Torquemada Marley in teoria sarebbe dovuto perire per mano di LeChuck, avendo quest'ultimo causato un mulinello nel mare durante la Coppa America, a cui Marley partecipava, facendolo cadere dentro di esso. La cosa sarà però chiarita in Fuga da Monkey Island: LeChuck aveva creato il mulinello, ma fu Ozzie Mandrill, altro rivale di Marley, a buttarcelo dentro. Marley però riuscì a sopravvivere finendo su Monkey Island ed assumendo l'identità di Herman Toothrot.
Successivamente, lui cercherà a tutti i costi di conquistare l'amore di Elaine Marley. Inizialmente, sotto le false sembianze dello sceriffo Fester Shinetop, cerca di uccidere il rivale Guybrush Threepwood, scagliandolo sott'acqua attaccato ad un idolo di pietra. Guybrush scappa facilmente e raggiunge LeChuck su Monkey Island, dove prepara la birra di radice, che poi usa su Mêlée Island per abbattere LeChuck.

## Il pirata zombie LeChuck
In seguito, grazie all'aiuto dello stregone Voodoomaster e di Largo LaGrande che ha recuperato la sua barba vivente da Guybrush Threepwood, il pirata riesce a tornare in vita sotto forma di zombie.
Egli, dopo aver fatto costruire un parco giochi su Monkey Island, tende una trappola a Threepwood, il quale cercando di salvare l'amico Wally, rapito da LeChuck, viene catturato. LeChuck, però si lascia nuovamente sfuggire Threepwood, il quale arriva su Dinky Island, sede del tesoro Big Whoop, la quale comunica con Melèe Island tramite un tunnel sotterraneo. In questo, avviene un duello a colpi di bambole voodoo fra i due pirati, in cui Guybrush ha la meglio. Infine, LeChuck con un inganno, riesce ad intrappolare Guybrush su Monkey Island nella "fiera dei dannati".
Successivamente lo zombie parte alla volta di Plunder Island. Qui nel tentativo di conquistare il cuore di Elaine Marley con una sua sfera voodoo, esplode insieme ad essa a causa del rinculo di uno dei suoi cannoni, acceso da Guybrush Threepwood mentre era intrappolato nella stiva della sua nave.

## Il pirata demone LeChuck
LeChuck, grazie al potere di Big Whoop, risorge sotto forma di demone, e ritorna alla Fiera dei Dannati, dove in seguito, riuscirà a portare anche Guybrush ed Elaine. Dopo un lungo dialogo con Guybrush, in cui vengono alla luce della verità prima nascoste, LeChuck lo trasforma in bambino. Nonostante ciò viene seppellito da Guybrush, tornato grande, sotto una montagna di ghiaccio. Dopo qualche tempo, viene liberato dalla sua prigione di ghiaccio da Ozzie Mandrill. LeChuck, sotto le sembianze di Charles L. Charles si candida governatore di Mêlée Island contro Elaine Marley. Successivamente aiuta Mandrill ad impossessarsi dell'Insulto supremo, il potentissimo amuleto recuperato da Guybrush su Jambalaya Island. Infine, venne sconfitto da Guybrush in una gara di Monkey Kombat.

## LeChuck umano
Nel quinto episodio della saga, dopo essere stato trafitto da Guybrush Threepwood con una particolare sciabola Voodoo che avrebbe dovuto ucciderlo, LeChuck si trova invece improvvisamente mutato in forma umana, ed apparentemente ripulito di ogni malvagità. In questa forma, apparentemente innocua, LeChuck riesce a farsi strada tra i sentimenti di Elaine Marley, convincendola a seguirlo per i Caraibi con l'apparente motivo di rimediare alla sua passata malvagità.
La sua forma umana si rivela, nonostante la rilevante perdita di potenza fisica e magica lamentata dallo stesso LeChuck, la più pericolosa di tutte, giacché, conquistata la fiducia di Elaine e Guybrush, finalmente dopo anni di continuo inseguimento LeChuck riesce ad avvicinare il suo nemico di sempre abbastanza per trafiggerlo a tradimento, sotto gli occhi di una attonita Elaine, alla quale rinnova l'invito di seguirla. Dopo l'ennesimo rifiuto, LeChuck riacquista le sue fattezze demoniache, rivolgendo le sue attenzioni ai Caraibi.

## Il dio pirata LeChuck
Nel quinto episodio della saga, dopo essere diventato umano ed avere trafitto Guybrush a tradimento, LeChuck utilizza la Esponja Grande, una spugna in grado di catturare illimitate quantità di Voodoo, per assorbire dentro di sé infinita energia malefica direttamente dal mondo degli spiriti, e diventare così il dio pirata LeChuck.
In questa forma LeChuck ha poteri praticamente illimitati, può fermare il tempo, è invulnerabile, ed è in grado di infondere la sua stessa essenza nelle altre persone, trasformandole in divinità maligne quasi onnipotenti (così infatti fa con Elaine Marley, riuscendo finalmente a trasformarla nella sua sposa demoniaca). Viene però sconfitto da un'azione combinata di Guybrush (tornato dalla morte in forma di zombie), Morgan LeFlay, ed Elaine. Il primo rende inoffensiva la spugna bloccandogli il flusso di energia, e sacrifica il suo ultimo brandello di vita per bloccare il suo nemico a metà tra il mondo fisico e quello spirituale, e poi Morgan, in forma di spettro, ed Elaine, che mentre LeChuck è intrappolato, lo colpiscono contemporaneamente dai due mondi con due spade incantate.
Il dio pirata a quel punto parrebbe svanire in una luce accecante. Alla fine dell'episodio si vede però che il fantasma di Morgan ha intrappolato l'essenza di LeChuck in una bottiglia, e l'ha portata alla Voodoo Lady per ottenere in cambio il permesso di tornare come spettro nel mondo dei vivi. Le intenzioni della Voodoo Lady a proposito rimangono poco chiare.

## I poteri di LeChuck
LeChuck è un grande conoscitore del voodoo. Ha acquisito il suo principale potere grazie a Big Whoop: l'immortalità. Infatti egli riesce a rinascere sempre ogni volta che muore, in un corpo sempre più potente. Un altro suo grande potere è quello di saper assumere altre identità. Infatti:
- Monkey Island 1: diventa Fester Shinetop;
- Monkey Island 2: crea un'illusione di essere il fratello di Guybrush, Chuckie, facendogli apparire anche i suoi genitori (in realtà Ron Gilbert, autore dei primi due episodi, aveva pianificato un terzo capitolo in cui la questione sarebbe stata approfondita, ma fu poi costretto ad abbandonare la LucasArts e la faccenda fu liquidata dai suoi successori come un sogno indotto per magia);
- Monkey Island 3: fa diventare bambino Guybrush;
- Monkey Island 4, riesce a diventare Charles L. Charles ed a prendere possesso di una statua gigantesca.
- Monkey Island 5, mentre all'inizio si trova in una particolare "nuova forma demoniaca", mentre compie uno strano rito che dovrebbe dargli poteri illimitati, si trova improvvisamente umano e senza poteri, e pur sembrando diventato anche buono, decide in realtà di sostituire l'astuzia alla forza bruta, conquistando la fiducia di Guybrush ed Elaine per poter riacquistare il suo potere ed ottenere vendetta. Riacquistato il suo potere diventa il dio pirata, la sua forma più potente, con infinite risorse di energia voodoo a disposizione, e quindi poteri praticamente illimitati.

## Doppiatori
Nel terzo, quarto e quinto capitolo di Monkey Island si può sentire la voce di LeChuck.
In originale gli presta la voce l'attore Earl Boen, in italiano Pier Luigi Zollo.